# Ольговка (Ижморский район)
Ольговка — деревня в Ижморском муниципальном округе Кемеровской области. В 2004—2019 годах входило в состав Колыонского сельского поселения упразднённого Ижморского муниципального района.

## География
Ольговка расположена на северо-западе Ижморского района и соответствующего ему муниципального округа, вблизи левого берега реки Мутной. По реке в этом месте проходит граница Кемеровской и Томской области. Центральная часть Ольговки расположена на высоте 159 метров над уровнем моря.

## Население
По данным Всероссийской переписи населения 2010 года, в Ольговке проживало 68 человек: 31 мужчина и 37 женщин.